# Sutherland Springs
Sutherland Springs è una comunità non incorporata degli Stati Uniti d'America, situata nello stato del Texas, nella contea di Wilson.
È passata sotto i riflettori della cronaca per via dell’attentato del 5 novembre 2017 alla chiesa battista del paese, che fece 26 vittime.